# Arizona Max
Arizona Max (titre original : Maximum Security) est le 3e tome de la série pour jeunes CHERUB, écrit par Robert Muchamore, également publiée en Australie, en Nouvelle Zélande, aux États-Unis, en Allemagne, en Russie et en Thaïlande.

## Résumé
Le FBI découvre que Curtis Key, un garçon de 14 ans emprisonné dans une prison de haute sécurité de l'Arizona pour meurtre, est le fils de Jane Oxford, un marchand d'armes international qui a échappé à la capture pendant des décennies. Après qu'Oxford a volé des missiles destinés au gouvernement britannique, les services de renseignement britanniques sont impliqués dans la chasse à Oxford. Il est proposé que CHERUB envoie des agents infiltrés dans la prison pour aider Curtis à s'échapper, dans l'espoir qu'il conduira le FBI à sa mère. James Adams est recruté pour la mission, avec Dave Moss, un agent de CHERUB respecté avec une réputation de femme. Un troisième agent est nécessaire pour aider l'évasion; James suggère à sa sœur Lauren, qui vient de passer la formation de base.
James et Dave se taruent, se faisant passer pour des frères incarcérés pour avoir couru sur une femme sans abri en fuyant un vol. Lors de leur première nuit en prison, Dave est blessé dans une altercation avec des agents pénitentiaires, laissant James sous la seule responsabilité de briser Curtis. James gagne la confiance de Curtis et le duo s'évader en se faisant passer pour des gardiens de prison. Après avoir rencontré Lauren, qui se fait passer pour la sœur de James et Dave, et s'est enrayée de la police, le trio se rend au ranch de l'Idaho de Vaughn Little, un ancien marchand d'armes et associé d'Oxford, pour se cacher pendant qu'Oxford prend d'autres dispositions. Pendant leur séjour, James rencontre une relation avec la fille de Little, Becky, au dégoût de Lauren, alors qu'il sort encore avec Kerry. De là, ils sont emmenés à Boise, où deux sbires d'Oxford donnent les trois nouvelles identités. Les hommes de main expliquent que Curtis se rendra au Brésil pendant que James et Lauren auront une nouvelle vie au Canada. Cependant, Oxford a prévu de tuer James et Lauren comme témoins de l'évasion de Curtis, et après que Curtis part pour l'aéroport avec l'un des hébreus, l'autre tente de tuer Lauren, qui l'invalide avec succès. Le contrôleur de mission John Jones et le FBI suivent Curtis, mais au lieu d'aller à l'aéroport, Curtis va dans un motel de l'Oregon. Oxford apparaît, étant venu pour Curtis en personne, et est rapidement arrêté.
James, Dave et Lauren rentrent chez eux sur le campus de CHERUB. Dans l'épilogue, Oxford refuse de coopérer avec les autorités et est placé en détention provisoire dans l'ADX Florence, et devrait faire face à la prison à vie, bien que les missiles restent portés disparus. Peu de choses sont également incarcérées, tandis que les hommes de main d'Oxford sont condamnés à mort après leur passé en tant que tueurs contractuels. Lauren gagne son maillot bleu marine pour sa performance à la mission, Dave se remet entièrement de ses blessures, et James, Lauren et Dave se voient décerner l'Intelligence star pour leur service.